# Elysia jibacoaensis
Elysia jibacoaensis is een slakkensoort uit de familie van de Plakobranchidae. De wetenschappelijke naam van de soort is voor het eerst geldig gepubliceerd in 2011 door Ortea, Moro, Caballer & Espinosa.